# جزاك الله خيرا
جزاك الله خيرًا هو تعبير إسلامي، ويقوله المسلم لمن أدى إليه معروفًا، دلالة على الشكر، والدعاء له بأحسن الجزاء"، ومعناه أي أطلب من الله أن يثيبك خيرًا كثيرًا .

## في السنة النبوية
- عن أسامة بن زيد قال :[3]«قَالَ رَسُولُ اللَّهِ ﷺ : مَنْ صُنِعَ إِلَيْهِ مَعْرُوفٌ فَقَالَ لِفَاعِلِهِ : جَزَاكَ اللَّهُ خَيْرًا . فَقَدْ أَبْلَغَ فِي الثَّنَاءِ»
- ورد في سياق حديث طويل عن النبي قوله :[4]«وَأَنتُم مَعشَرَ الأَنصَارِ ! فَجَزَاكُمُ اللَّهُ خَيرًا ، فَإِنَّكُم أَعِفَّةٌ صُبُرٌ»

## في كلام الصحابة
- قال عمر بن الخطاب :[5]«لو يعلم أحدكم ما له في قوله لأخيه : جزاك الله خيرا ، لأَكثَرَ منها بعضكم لبعض»
- قال أسيد بن الحضير لعائشة :[6]«جزاك الله خيرا ، فوالله ما نزل بك أمر قط إلا جعل الله لك منه مخرجا ، وجعل للمسلمين فيه بركة»
- عن عبد الله بن عمر قال :[7]«حضرت أبي حين أصيب فأثنوا عليه ، وقالوا : جزاك الله خيرا . فقال : راغب وراهب»